# Ikongo
Ikongo – miasto w południowo-wschodnim Madagaskarze, w prowincji Fianarantsoa. Według szacunków na 2008 rok liczy 33 207 mieszkańców.